# George Welch
George Welch (eigentlich George Lewis Schwartz; * 10. Mai 1918; † 12. Oktober 1954) war ein US-amerikanischer Militär und Pilot der Luftwaffe der Vereinigten Staaten. Welch gelang am 1. Oktober 1947 der Durchbruch der Schallmauer. Der Flug wurde jedoch nicht offiziell gewertet, so dass erst Chuck Yeager 14 Tage später offiziell und erwiesenermaßen eine Geschwindigkeit über Mach 1 erreichte.

## Herkunft
Welch wurde als George Lewis Schwartz geboren. Sein Vater war Chemiker bei DuPont in Wilmington (Delaware). Wegen der antideutschen Stimmung in den Vereinigten Staaten nach dem Ersten Weltkrieg wurde sein Name in George Welch geändert. Er besuchte bis 1936 die St. Andrew’s School in Middletown (Delaware) und absolvierte anschließend eine dreijährige Ausbildung im Maschinenbau an der Purdue University.

## Militärische Laufbahn
1939 trat George Welch in das Army Air Corps ein und wurde im Januar 1941 zum Piloten ernannt und nach Wheeler Field auf Oʻahu (Hawaii) versetzt. Beim japanischen Angriff auf Pearl Harbor gelang es ihm mit seiner Curtiss P-40 in mehreren Flügen vier japanische Flugzeuge abzuschießen. Seinem Freund Kenneth Taylor gelang der Abschuss von zwei Maschinen. Welch wurde für sein Verhalten für die Medal of Honor vorgeschlagen. Die Nominierung wurde aber zurückgezogen, da er ohne Befehl angegriffen hatte. Der Vorfall wurde später auch in Filmen über den Angriff auf Pearl Harbor aufgegriffen. Stattdessen erhielt Welch das Distinguished Service Cross.
Nach einer Werbetour für US-Kriegsanleihen wurde er nach Neuguinea versetzt. Dort flog er mit der Bell P-39 Airacobra und der Lockheed P-38 Lightning, bevor er im Juli 1944 wegen Malaria aus dem Dienst ausscheiden musste. Bis dahin hatte er 348 Kampfeinsätze absolviert und 16 Abschüsse erzielt.

## Testpilot
Nach dem Ausscheiden aus dem Militärdienst ging Welch als Testpilot für die North American P-51 Mustang zur North American Aviation (NAA). Anschließend testete er die North American FJ Fury, das erste einsatzfähige trägergestützte Strahlflugzeug der US Navy und des US Marine Corps.
Als das Programm für die North American F-86 Sabre (Prototypbezeichnung: XP-86) anlief, wurde Welch zum Chef-Testpilot ernannt. Im September 1947 zog das Programm zur Muroc Army Air Force Base um. Hier wurde auch die Bell X-1 getestet, die entwickelt worden war, um die Schallmauer im Horizontalflug zu durchbrechen. Die NAA wurde durch Regierungsstellen angewiesen, nicht die Schallmauer zu durchbrechen, bis dies die X-1 tat (vermutlich um die hohen Kosten dieses Programms zu rechtfertigen). Welch hatte jedoch andere Pläne.
Beim Erstflug der XP-86 am 1. Oktober 1947 durchbrach er in einem 40-Grad Sturzflug die Schallmauer und machte zum ersten Mal Bekanntschaft mit einem neuen Phänomen, dem sogenannten „Mach Jump“. Hierbei scheint der Geschwindigkeitsmesser erst einzufrieren um dann einen Sprung zu machen, wenn die Schallmauer durchbrochen wird. Dieser Flug wurde jedoch nicht offiziell gewertet, da sein Geschwindigkeitsmesser nicht auf die entsprechende Höhe kalibriert war und auch keine Geschwindigkeitsmessung vom Boden aus stattfand.
Am 14. Oktober 1947 durchbrach Welch erneut die Schallmauer mit der XP-86 im Sturzflug, 15 Minuten bevor dies Chuck Yeager mit der Bell X-1 im Horizontalflug tat und damit in die Geschichte einging. Am 13. November 1947 erreichte Welch schließlich ganz offiziell Mach 1,04 im leichten Bahnneigungsflug mit der XP-86. Dies wurde jedoch von der Air Force für geheim erklärt. Als jedoch am 25. April 1948 ein britischer Austauschoffizier mit der XP-86 die Schallmauer durchbrach und dies unverschlüsselt über Funk bekannt gab, musste die Air Force zugeben, dass die XP-86 die Schallmauer durchbrochen hatte. Als Pilot wurde jedoch Welch genannt, da er als erster die Schallmauer im Sturzflug durchbrochen hatte. Insgesamt durchbrach die XP-86 23-mal die Schallmauer (die X-1 tat dies nur 3-mal).

## Tod

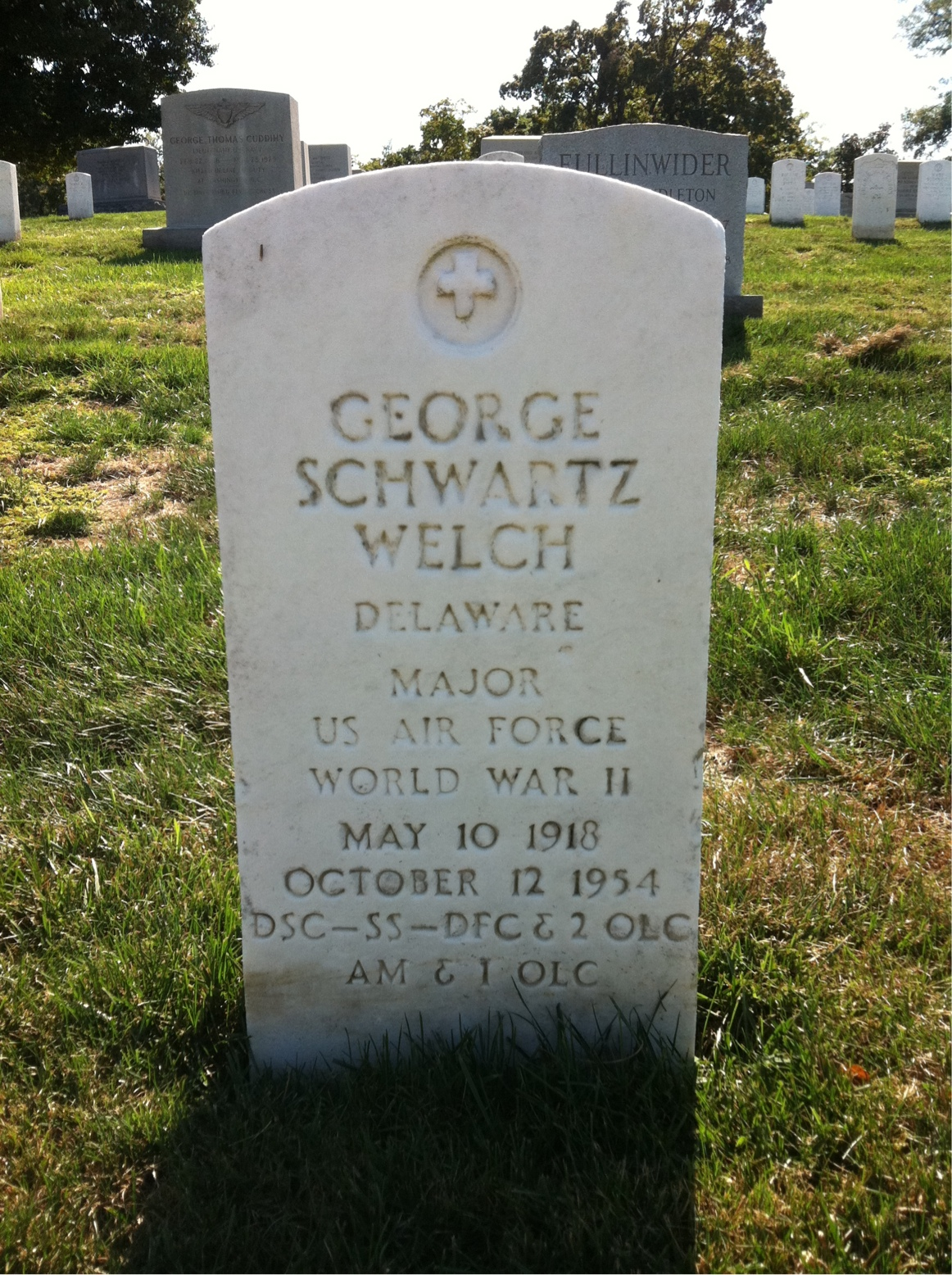
Grabstein

Während des Koreakrieges arbeitete Welch als Trainer für F-86 Piloten. Danach testete er zusammen mit Chuck Yeager die North American F-100 Super Sabre, um mit ihr als erster die Schallmauer in einem Düsenflugzeug (die X-1 war ein Raketenflugzeug) im Horizontalflug zu durchbrechen. Yeager beanstandete jedoch Stabilitätsprobleme bei diesem Typ. Am 12. Oktober 1954 flog Welch trotz der Probleme mit der YF-100-A. Während einer 7g-Kurve brach seine Maschine bei Mach 1.55 (1917 km/h) auseinander. Welch konnte zwar mit dem Schleudersitz aussteigen, erlag aber auf dem Weg ins Krankenhaus seinen schweren Verletzungen. Er wurde auf dem Nationalfriedhof Arlington beigesetzt.

## Auszeichnungen
- Distinguished Service Cross
- Silver Star
- Distinguished Flying Cross
- Air Medal
- American Defense Medal
- Asiatic-Pacific Campaign Medal with four Battle Stars
- Presidential Unit Citation

## Trivia
Im Film Tora! Tora! Tora! (1970) wurde George Welch von Rick Cooper dargestellt.